# 讃岐造船鉄工所
株式会社讃岐造船鉄工所（かぶしきがいしゃさぬきぞうせんてっこうしょ）は、香川県三豊市にかつて存在した造船会社。

## 概要
1887年（明治20年）4月に創業した後、太平洋戦争による企業合同の命令を受けて1942年（昭和17年）2月に有限会社讃岐造船鉄工所が設立された。1944年に株式会社化した後、遠洋漁船などを建造していたが、1957年以降は鋼船の建造に進出、旅客船、フェリー、小型タンカー、作業船など内航船を主に建造し、1982年11月期には年商59億1,500万円を計上するなど、造船業界において中堅事業者へ成長した。特に多数のフェリーが行き交う備讃瀬戸では大三島の藤原造船所と市場を分け合う形で多くのフェリーを供給してきた。
しかしながら平成期に入り、瀬戸大橋の開通により主要顧客であった備讃瀬戸の海運業者が軒並み縮小を余儀なくされたことに加え、造船不況、海外造船業との競争による単価下落で1999年11月期には年商24億4,200万円と半減、設備投資の負担もあり経営状況が悪化した。2000年9月、負債総額約36億円を抱え高松地方裁判所観音寺支部に民事再生手続の開始を申し立てた。その後、2001年7月に再生計画が認可され、同年8月に認可が確定となった。2004年9月には、佐文工業代表の佐文日出夫が支援に乗り出し、第三者割当増資を実施して筆頭株主となり、同年11月に再生手続が終結した。
その後、新造船の受注が好調となり、2008年11月期には民事再生前のピーク時を上回る年商64億5,936万円を計上したが、2009年6月に粉飾決算が発覚、メインバンクの百十四銀行から支援が打ち切られた。2009年7月29日、高松地方裁判所観音寺支部に再び民事再生手続の開始を申し立てたものの受理されず、7月31日に破産手続開始を申し立てた。8月12日に破産手続開始決定となり倒産した。負債総額は約94億円であった。この倒産により佐文が社長を務めていた佐文工業、万達工業、進工業の各社も連鎖倒産している。

## 主な建造船
- 宇高国道フェリー - 「だいせん丸」「こくどう丸 (初代)」「うたか丸」
- 四国フェリー - 「神戸丸 (2代)」「神戸丸 (3代)」「第二十一玉高丸」「第二十二玉高丸」「第二十三玉高丸」「第三十一玉高丸」「第三十二玉高丸」「第五十一玉高丸」「第八十一玉高丸 (初代)」「第八十五玉高丸」「第八十七玉高丸」「スーパーマリン1」「第一しょうどしま丸」「第二しょうどしま丸」「第七しょうどしま丸」
- アーバン・クルーザー - 「シルフィード」（現在は神戸クルーザー「コンチェルト」）
- 坊勢汽船 - 「クイーンぼうぜ」
- 粟島汽船 (香川県) - 「あしま」
- はやて - 「スーパーライナーはやて」「モンブラン」
- 徳島県 - 漁業調査船「とくしま」
- 鹿児島市船舶局 - 「第十三櫻島丸」「第十六櫻島丸」

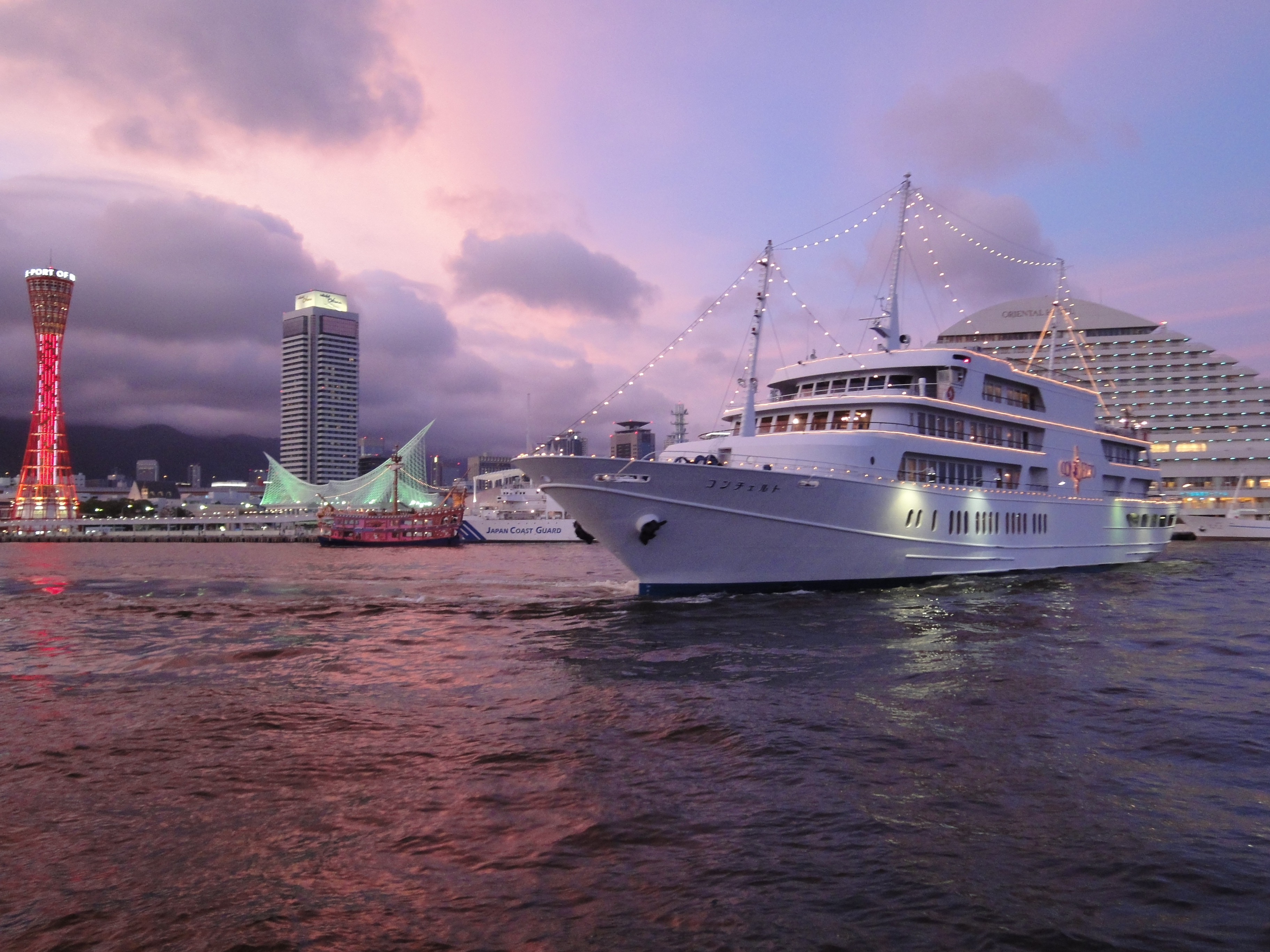
神戸クルーザー「コンチェルト」
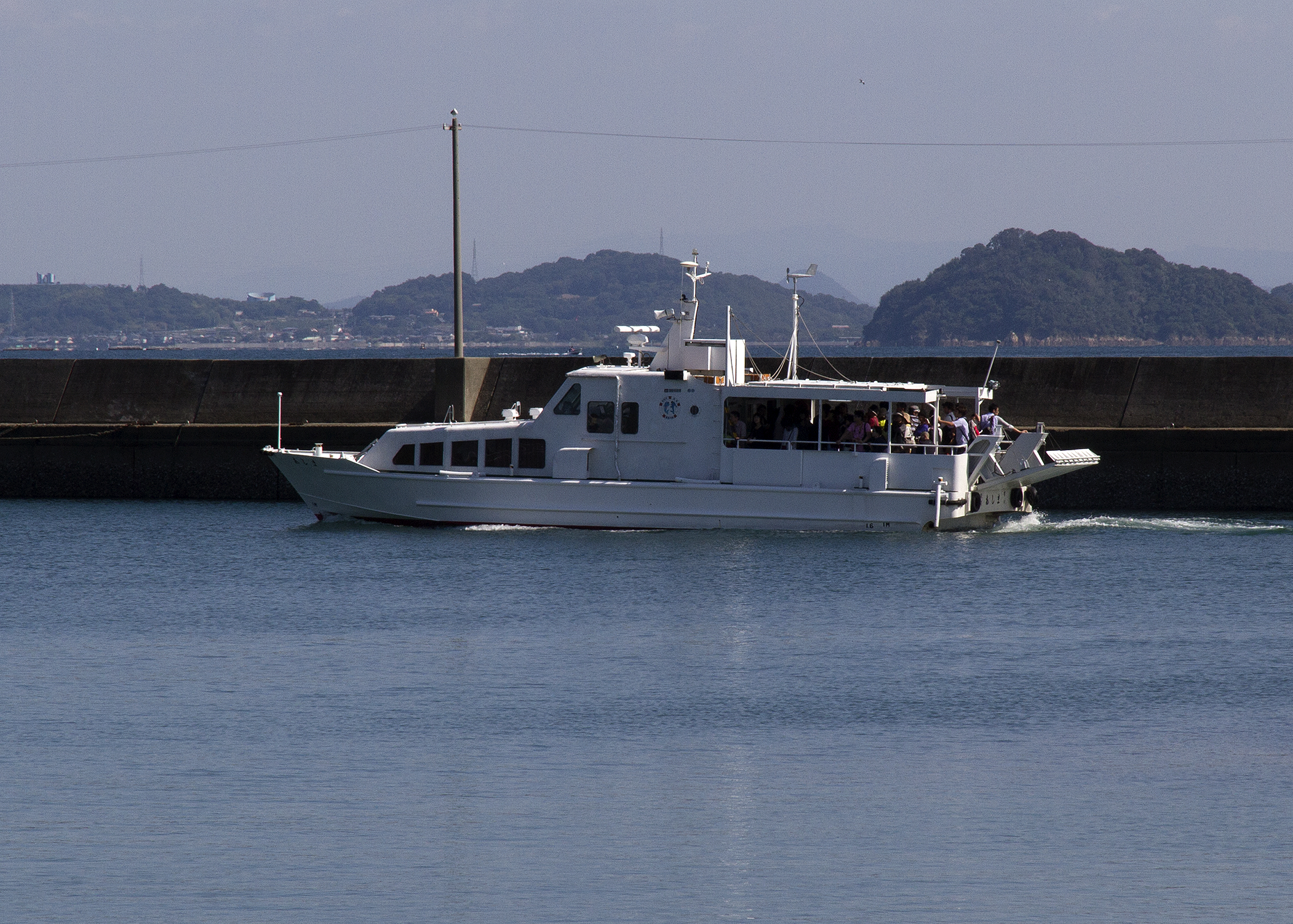
粟島汽船「あしま」
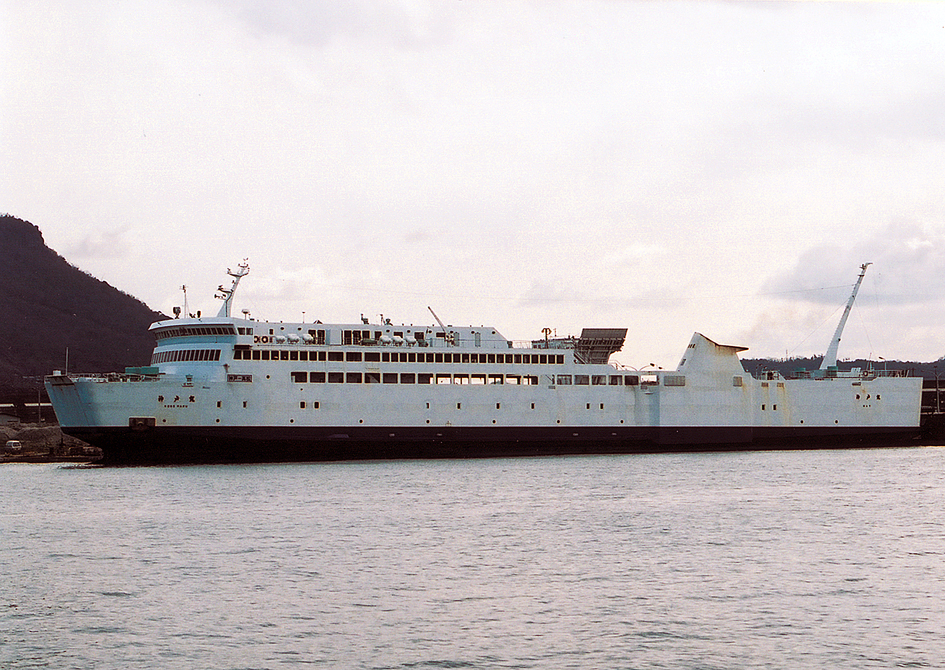
四国フェリー「神戸丸（3代）」
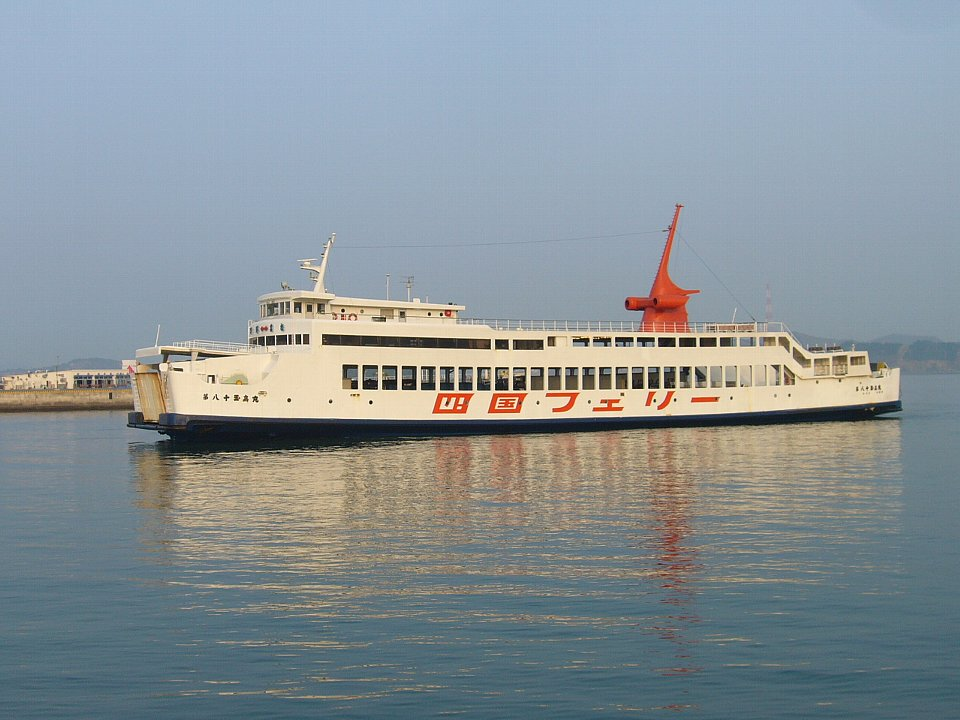
四国フェリー「第八十玉高丸」
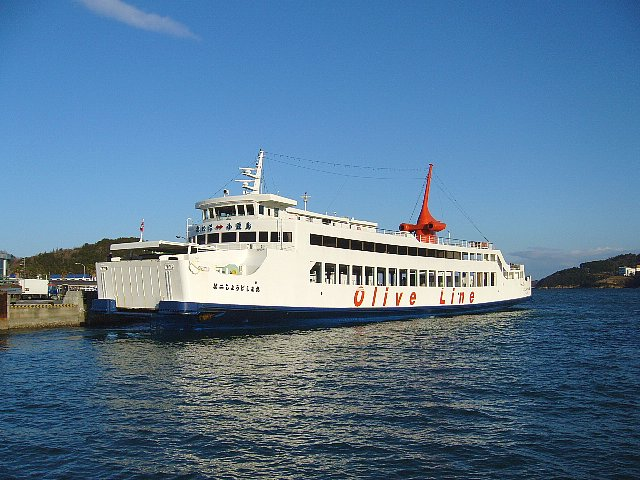
四国フェリー「第二しょうどしま丸」
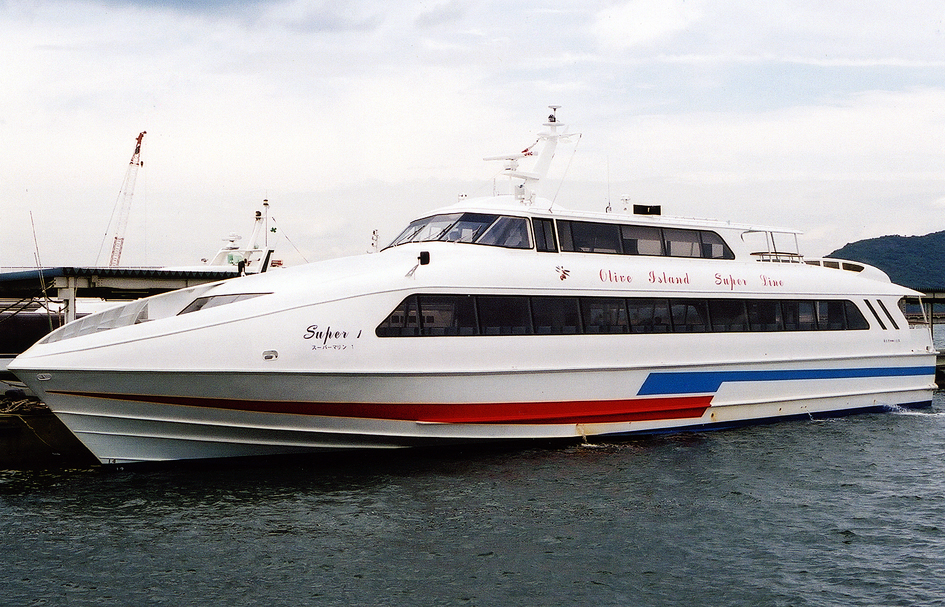
四国フェリー「スーパーマリン1」
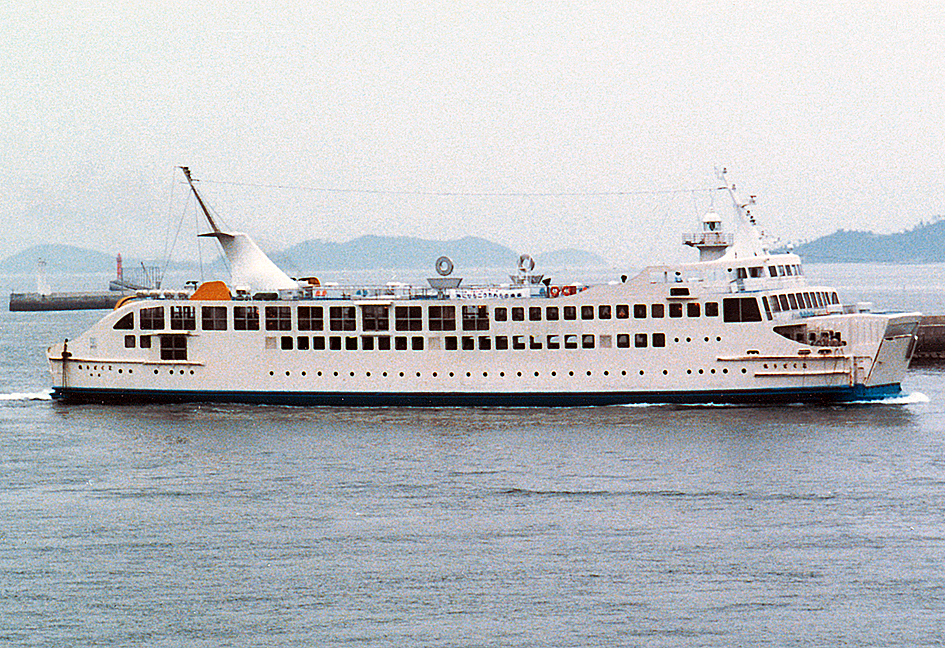
宇高国道フェリー「こくどう丸（初代）」

## 事業所
- 本社工場 - 香川県三豊市詫間町詫間2112番地17 北緯34度13分32.2秒 東経133度40分23.6秒

跡地は三豊市が買い取り、「詫間港周辺地区にぎわい創造事業」として水族館を中心に物販・飲食・宿泊施設などの併設した施設をPFI方式で建設したあと、三豊市に所有権を移して、施設の運営・管理を行うBTO方式として2019年8月の完成目標を計画していたが、民間事業者の応募がなかったため計画を断念した。